# Denis Rassulov
Denis Rassulov (Chișinău, 2 gennaio 1990) è un calciatore moldavo, difensore dell'Iskra Rîbnița.

## Carriera

### Nazionale
Ha esordito con la nazionale moldava il 15 gennaio 2014 nell'amichevole persa in casa per 2-1 contro la Norvegia.

## Palmarès

### Club

#### Competizioni nazionali
- Campionato moldavo: 1

Milsami Orhei: 2014-2015